# Jean-François Lesueur
Jean-François Lesueur, o Jean-François Le Sueur (Drucat, Somme, 15 de febrero de 1760-París, 6 de octubre de 1837), fue un compositor francés. 
Interpretó música religiosa en varias catedrales en donde fue muy apreciado, consiguiendo en 1786 ser nombrado maître de Chapelle en Notre-Dame de París. Durante la Revolución francesa compuso marchas e himnos patrióticos, cuando advino Napoleón al poder, le compuso una Marche triomphale para su coronación como emperador.
Entre los alumnos que tuvo en el Conservatorio destacan Ambroise Thomas, Berlioz (en quien influyó notablemente), Marmontel, Louis Désiré Besozzi y Gounod. Falleció en París, el 6 de octubre de 1837. 

## Biografía

### Primeros años y la Revolución
Jean-François Lesueur nació en una pequeña aldea, Drucat-Plessiel, cerca de Abbeville, situada en la región de Picardie, al norte de Francia, en el año 1760, en el seno de una familia de humildes campesinos. Era sobrino del pintor Eustache Lesueur. Excepcionalmente dotado para la música, el joven Lesueur se beneficia de la enseñanza gratuita asumida por la Iglesia. Empieza en la escolanía de Abbeville (1767-1770), y más tarde en la Catedral de Amiens (capital de Picardie) (1770-1776).
Después de un año de recibir clases de retórica en el colegio de los jesuitas de Amiens, en 1778, fue nombrado maestro de capilla de la catedral de Sées, a los 18 años. Es nombrado maestro de capilla de la catedral de Dijon (1779), de Le Mans (1782) y Saint-Martin de Tours (1783). Le envía a André Grétry uno de sus oratorios y éste le responde que debe ir a París, que su sitio está entre los grandes compositores. Después de esto, Lesueur acepta y se va a París. Allí estudia armonía con el abad Nicolas Razo.
Para dar a conocer su nombre entre el público parisino, presenta algunas de sus obras en un Concert spirituel en 1783. Bajo la recomendación de Grétry, Gossec y Françoise Philidor, es nombrado maestro de la capilla des Saints-Innocents. El cementerio de dicha iglesia fue destruido en 1795 por razones de higiene y un año más tarde, por los mismos motivos, la iglesia también fue demolida. Debido a esto, en 1786 y previo concurso, es elegido para el puesto de Director Musical de Notre-Dame de París, la más prestigiosa después de Versalles.
Para cumplir con sus funciones de maestro de capilla debía recibir las órdenes menores de la Iglesia, al mismo tiempo que sus gustos se decantaban más por la ópera que por la música sacra. Para la fiesta de la Asunción tuvo la idea de añadir una orquesta a su música sacra, con lo que obtuvo un gran éxito, tanto que repitió la idea en las fiestas de Pascua, Pentecostés y Navidad. Gracias a esto, consiguió atraer a mucha gente, con lo que el rumor corrió rápido. Se decía que Notre-Dame era la ópera de los mendigos. Por supuesto esto creó una gran controversia en el mundo musical eclesiástico. Para contestar a estos ataques, escribe el manifiesto Exposé d'une musique une, imitative et particulière à chaque solennité en 1787. El capítulo catedralicio decidió reducir el presupuesto para la música, en una época en la que además Francia pasaba por una crisis financiera. Esto obligó a Lesueur a renunciar la misas orquestales en las que se había especializado y a terminar dimitiendo de su cargo en otoño de 1787.
Ese año Lesueur viajó a Londres, donde se alojó en la casa del canónigo Bochard de Champigny aprendiendo sobre teatro hasta 1792, año en el que este último muere y regresa al París de la Revolución. Representa 3 óperas que son un éxito en el Théâtre Feydeau: La Caverne, ou le Repentir (1793), Paul et Virginie, ou le Triomphe de la vertu (1794) (inspirada en la celebérrima novela de Jacques-Henri Bernardin de Saint-Pierre), y Télémaque dans l'île de Calypso, ou le Triomphe de la sagesse (1796).
El 21 de noviembre de 1793 fue nombrado profesor de l'École de la Garde Nationale y en 1795 elegido como miembro de la Comisión de estudios e Inspector del recientemente fundado Conservatorio de París. Enseñaba principios básicos y solfeo. Junto con Étienne Nicolas Méhul, Honoré Langlé, François-Joseph Gossec y Cherubini redactó los Principes élémentaires de la Musique et des Solfèges du Conservatoire, publicados por Charles Simon Catel.
En 1800 el primer cónsul le pide que ejecutase en la Iglesia des Invalides su Chant du premier vendémiare, una obra con unos efectivos asombrosos: cuatro orquestas repartidas por la iglesia, disposición que más tarde adoptaría Berlioz en su Réquiem. 
En 1801 publica un panfleto titulado Projet d'un plan général de l'instruction musicale en France en el que critica al Conservatorio, sus métodos y su director. Esta acción le costó su cargo en el conservatorio, del que fue destituido el 23 de septiembre de 1802. Además, los enemigos que ganó le cerraron el acceso a la Grand Opéra de París para estrenar sus dos obras Ossian ou Les Bardes y La mort d'Adam et son apothéose.

### Lesueur y el Emperador
Después de esto, Lesueur se encontraba sin trabajo y prácticamente en la miseria cuando por fortuna, en 1804, Napoleón lo nombra maestro de capilla del Palais des Tuileries, sucediendo a Giovanni Paisiello, quien había pedido regresar a la corte de Nápoles. Temporalmente aplazado por Nicolas Dalayrac, cuya ópera Le Pavillon du Calife termina fracasando, Lesueur pudo por fin estrenar su ópera Ossian gracias al permiso del Emperador. El estreno supuso para el compositor francés un gran éxito en la Ópera y, además, se convirtió en la ópera favorita del Emperador. El triunfo de Ossian fue tal que se representó más de cien veces antes de la Restauración (1814). Poco tiempo después se le encarga a Lesueur que componga la Marche triomphale para el coronamiento de Napoleón, en el que además ésta marcha dirige música de Paisiello (Messe solennelle y su Te Deum) y del abad Nicolas Roze (su famoso Vivat, vivat in aeternum).
A la segunda representación del Ossian asiste Laure Junot (futura duquesa de Abrantes), aficionada a la música donde nos describe el decorado: ''Nunca antes nada me había causado tanta impresión como la magnífica decoración de Des Bardes. Era en medio de un mundo nublado, rodeados de vapores que rodeaban el palacio de oro suspendido del aire. Sus columnas servían de apoyo para un grupo de chicas jóvenes, con sus blancos velos, el cabello rubio... El Emperador, que también había asistido al evento, condecora a Lesueur con la cruz de caballero de la Legión de honor, además de una bonificación de 18000 francos y una caja de tabaco con la inscripción: ''El Emperador de los franceses al autor de Les Bardes''.
Durante los años venideros siguió estrenando óperas que afianzaban su fama y que fueron referentes para futuros compositores románticos. Así pues estrena L'Inauguration du temple de la Victoire y Triomphe de Trajan en 1807 (esta última con la colaboración de Persius)  y La mort d'Adam en 1809.

### Lesueur como profesor
En 1813 es nombrado miembro de la Academia de Bellas Artes de París para cubrir el puesto vacante dejado por el compositor André Grétry, que muere ese mismo año.
En 1814, durante la Restauración Borbónica, Le Sueur fue nombrado compositor de la capilla de la corte de Luis XVIII y director de la orquesta de la Ópera. El 1 de enero de 1818 es nombrado por Louis XVIII profesor de composición en el Conservatorio de París, reemplazando a Méhul, donde tuvo alumnos como Chrétien Urhan, Pierre-Louis Philippe Dietsch, Antoine Elwart, Jules-Joseph Godefroid, Jean Baptiste Guiraud, Louis Schlösser,  Auguste Mermet, Pierre-Julien Nargeot, Ambroise Thomas, Louis Fanart, Hector Berlioz, Henri Reber, Xavier Boisselot, Louis Désiré Besozzi, Antoine François Marmontel y Charles Gounod. De su escuela surgieron doce Grandes Premios de Roma.
Entre sus alumnos más destacados se encuentra Hector Berlioz, que es admitido en clase de Lesueur en 1823. El maestro pronto se percata de su talento, por lo que lo hace trabajar y le brinda con sus consejos. El 10 de julio de 1825, al término del estreno de la Messe solennelle de Berlioz en Saint-Roch, Leseur se entusiasma y le dice al joven Berlioz: «'¡Ven aquí que te abrace, condenado! No serás ni médico ni boticario, pero sí un gran compositor. Tienes el don, te lo digo porque es verdad.'»

### Sus últimos años
Al final de su vida, Lesueur compone su Oratorio de Noël, considerada su obra maestra. Cabe destacar la original idea de añadir al contrapunto melodías populares de algunos villancicos, que suenan entre cantos enérgicos y majestuosos. Lesueur muere el 6 de octubre de 1837 en París a los 77 años. El estreno de este oratorio no será hasta el 25 de diciembre de 1841, en la catedral de Bordeaux.

## Obras

### Óperas
| Finalización | Título                                                       | Duración | Estreno                                       | Libreto                                                                                     |
| 1793         | La caverne                                                   | 3 actos  | 16 de febrero de 1793, París, Théâtre Feydeau | Paul Dercy, after Alain-René Lesage's Gil Blas                                              |
| 1794         | Paul et Virginie ou Le Triomphe de la vertu                  | 3 actos  | 13 de enero de 1794, París, Théâtre Feydeau   | Alphonse du Congé Dubreuil, después de la novela de Jacques-Henri Bernardin de Saint-Pierre |
| 1796         | Télémaque dans l'île de Calypso ou Le triomphe de la sagesse | 3 actos  | 11 de mayo de 1796, París, Théâtre Feydeau    | Paul Dercy                                                                                  |
| 1804         | Ossian, ou Les bardes                                        | 5 actos  | 10 de julio de 1804, París, Opéra             | Paul Dercy y Jacques-Marie Deschamps                                                        |
| 1807         | L'inauguration du temple de la victoire                      | 1 acto   | 2 de enero de 1807, París, Opéra              | Pierre Baour-Lormian,                                                                       |
| 1807         | Le triomphe de Trajan[colaboración con Persius]              | 3 actos  | 23 de octubre de 1807, París, Opéra           | Joseph-Alphonse Esménard                                                                    |
| 1809         | La mort d'Adam et son apothéose                              | 3 actos  | 21 de marzo de 1809, París, Opéra             | Nicolas-François Guillard después de Friedrich Gottlieb Klopstock                           |
| Sin estrenar | Alexandre à Babylone                                         | 3 actos  | compuesta entre 1814-1825                     | Pierre Baour-Lormian                                                                        |

### Oratorios
- Ruth et Noëmi (escrito en 1811)

- Ruth et Booz  (escrito en 1811)
- Debbora
- Rachel
- Oratorio de Noël (Oratorio de Navidad)
- Tres Oratorios Pasión
- Oratorios para la coronación

## Órdenes

### Reino de Francia
- Caballero de la Orden de San Miguel (1 de mayo de 1821)
- Caballero de la Legión de Honor (1804)

### Gran Ducado de Hesse y del Rin
- Caballero de la Orden de Luis (22 de diciembre de 1822)